# Tijn (planetoïde)
(6327) Tijn is een op 9 april 1991 door Eleanor F. Helin ontdekte planetoïde. Het hemelobject werd waargenomen met behulp van een van de telescopen van het Palomar-observatorium en kreeg de voorlopige naam 1991 GP1. De diameter wordt geschat op 11 kilometer. Het perihelium is 2,13 AE, het aphelium bedraagt 3,39 AE. De planetoïde doet er iets meer dan 1673 dagen of 4,58 jaar over om een volledige baan om de zon te beschrijven. Tijn bevindt zich in de planetoïdengordel tussen Mars en Jupiter.
Op 12 februari 2017 maakte de Internationale Astronomische Unie de definitieve naam bekend. Tijn is vernoemd naar Tijn Kolsteren, een jongen uit het Brabantse dorp Hapert, die leed aan een ongeneeslijke vorm van hersenstamkanker. Tijdens 3FM Serious Request 2016 startte hij op 6-jarige leeftijd in het Glazen Huis een nagellak-actie, die ruim 2,5 miljoen euro opbracht voor het internationale Rode Kruis. Hij overleed op 7 juli 2017.